# Keziah Jones
Keziah Jones is de artiestennaam van Olufemi Sanyaolu (Lagos (Nigeria), 10 januari 1968), een gitarist en zanger, die een mengeling van funk en soul, met bluesinvloeden speelt.

## Biografie
Geboren in het Nigeriaanse Lagos, in een welgestelde Yoruba-familie, werd Olufemi op zijn achtste naar Engeland gestuurd om daar naar school te gaan. Op de middelbare school leerde hij er zichzelf pianospelen. Direct na school speelde Olufemi gitaar als straatmuzikant in Londen, en kon al snel met een bassist en drummer in de Londense clubs terecht. Hij verhuisde later naar Parijs, en werd daar in 1991 ontdekt terwijl hij in de metrogangen speelde. Hij bracht zijn eerste CD uit in 1992 bij het Franse label Delabel. Geïnspireerd door de muziekstijl van Keziah, die een combinatie van blues en funk is, heette het album Blufunk is a Fact. De single Rhythm is Love met zijn Aaron Neville-achtige klanken werd een bescheiden hitje in Frankrijk. Hij brengt nog een tweede album uit voordat hij, in 1997, weer terugverhuist naar Londen. Hij brengt daar bij Virgin twee albums uit, waarvan met name de tweede, Black Orpheus - de Engelse titel van de Frans-Braziliaanse film Orfeu Negro - sterk uiteenlopende muziekinvloeden heeft. In 2004 verhuist Keziah naar New York. Ter promotie van zijn zesde studioalbum Nigerian wood heeft hij in 2008 zeven onaangekondigde concerten gegeven in de Parijse metrogangen. Keziah heeft een opmerkelijke stijl van gitaarspelen, waarbij hij de snaren kan slappen als ook bassisten dat doen. Zijn recentste album dateert van half november 2013 en is getiteld Captain Rugged.

## Discografie

#### Albums
- 1991 Blufunk Is A Fact (Delabel)
- 1995 African Space Craft
- 1999 Liquid Sunshine (Virgin)
- 2003 Black Orpheus
- 2004 Rhythm Is Love (opnieuw uitgebracht als Best of Keziah Jones, 2007)
- 2008 Nigerian Wood
- 2013 Captain Rugged

#### Singles
- 1992 Rhythm is love
- 1993 Where's Life
- 1993 Live (E.P.)
- 1995 Million Miles from Home
- 1995 If You Know
- 2008 My Kinda Girl
- 2009 Long Distance Love ft. Nneka

### Hitlijstvermeldingen
Het album Nigerian Wood stond vier weken in de US Billboard European Albums-lijst.
Het heeft 43 weken in de Franse S.N.E.P.-hitlijst gestaan, en kwam daar tot nummer 4. Black Orpheus stond er 63 weken in, en kwam tot nummer 13. Blufunk en Liquid Sunshine hebben er een en vijf weken in gestaan. De single Rhythm is Love heeft in Frankrijk zeven weken in de lijsten gestaan.